# Božava
Božava ist eine Ortschaft auf der Insel Dugi Otok in Kroatien.

## Lage und Einwohner
Božava liegt im nordwestlichen Teil der Insel. Die 118 Einwohner von Božava sind Bauern und Fischer, aber die meisten leben auch vom Tourismus.
| Bevölkerungsentwicklung | Bevölkerungsentwicklung | Bevölkerungsentwicklung | Bevölkerungsentwicklung | Bevölkerungsentwicklung | Bevölkerungsentwicklung | Bevölkerungsentwicklung | Bevölkerungsentwicklung | Bevölkerungsentwicklung | Bevölkerungsentwicklung | Bevölkerungsentwicklung | Bevölkerungsentwicklung | Bevölkerungsentwicklung | Bevölkerungsentwicklung | Bevölkerungsentwicklung | Bevölkerungsentwicklung |
| ----------------------- | ----------------------- | ----------------------- | ----------------------- | ----------------------- | ----------------------- | ----------------------- | ----------------------- | ----------------------- | ----------------------- | ----------------------- | ----------------------- | ----------------------- | ----------------------- | ----------------------- | ----------------------- |
| 1857                    | 1880                    | 1890                    | 1900                    | 1910                    | 1921                    | 1931                    | 1948                    | 1953                    | 1961                    | 1971                    | 1981                    | 1991                    | 2001                    | 2011                    | 2021                    |
| 180                     | 195                     | 239                     | 277                     | 261                     | 335                     | 248                     | 260                     | 269                     | 262                     | 248                     | 139                     | 166                     | 127                     | 116                     | 118                     |

## Geschichte
Božava wurde im Jahre 1327 erstmals unter dem Namen Bosane erwähnt. Eine Besiedlung war aber schon früher. Das beweisen Hügelgräber der Illyrer. Auch Ruinen eines römischen Bauerngutes wurden gefunden.
Die Kirche zum heiligen Nikolaus heißt jetzt Sveti Križa und wurde gegen Ende des 14. Jahrhunderts erbaut.
Bei Božava sind noch zwei sogenannte U-Bunker der jugoslawischen Armee erhalten. Sie sind heute ein gerne besuchtes Touristenziel, da man dort tief mit dem Boot hineinfahren kann.

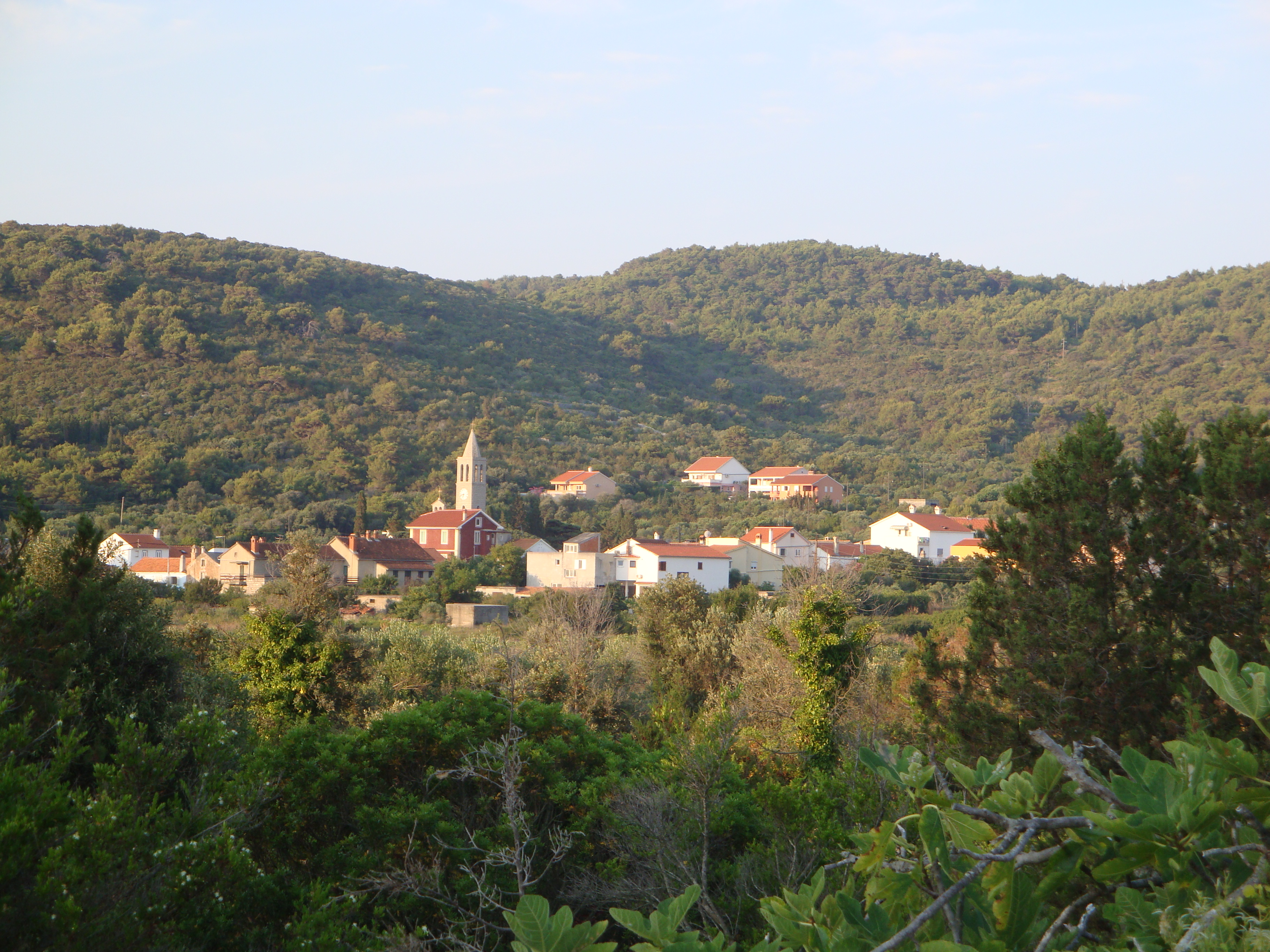
Božava, Dugi otok